# Saxifraga carpetana subsp. carpetana
Saxifraga carpetana subsp. carpetana é uma subespécie de planta com flor pertencente à família Saxifragaceae. 
A autoridade científica da subespécie é Boiss. & Reut., tendo sido publicada em Diagn. Pl. Nov. Hisp. 12 (1842).

## Portugal
Trata-se de uma subespécie presente no território português, nomeadamente em Portugal Continental.
Em termos de naturalidade é nativa da região atrás indicada.

## Protecção
Não se encontra protegida por legislação portuguesa ou da Comunidade Europeia.